# Minversheimerbach
Le Minversheimerbach aussi dénommé Landgraben est un ruisseau du nord de l'Alsace, affluent de la Zorn et sous-affluent de la  Moder.

## Cours
Le Minversheimerbach prend sa source au nord de la localité de Buswiller. Son parcours se poursuit vers le sud en direction d'Ettendorf qu'il traverse. Il longe ensuite Alteckendorf. Sur le finage de Minversheim, il est rejoint par le ruisseau Schweinbachgraben (au sud-ouest de la localité).
Entre sa source et Minversheim, ce modeste cours d'eau porte le nom de Landgraben. Mais plutôt qu'un nom, il s'agit d'un terme générique utilisé en Alsace pour désigner un ruisseau ; d'autres cours d'eau portent en effet ce nom de Landgraben -(fr): le fossé du pays-.
Sur le territoire de Mommenheim, il porte le nom de Minversheimerbach -(fr):le ruisseau de Minversheim et est rejoint par le ruisseau Gebolsheimerbach. Son parcours se termine au sud-ouest de Mommenheim lorsque ses eaux se jettent dans la rivière Zorn.